# Языки Таиланда
Таиланд — многоязычная страна, в общей сложности в ней распространены свыше 70 языков. Они относятся в основном к тай-кадайской и австроазиатской семьям, отдельные языки — к австронезийской и сино-тибетской семьям. Наиболее распространёнными языками являются тайский (св. 25 млн), исанский (15 млн), юанский (6 млн) языки, все относящиеся к тайским языкам.

## Классификация

### Тай-кадайская семья
В Таиланде представлена только тайская ветвь.
- Северо-центральная группа
  - язык сэк[англ.] — 11 тыс., переселенцы из Лаоса

- Юго-западная группа
  - Северо-западный языковой континуум
    - шанский язык (60 тыс.)
    - лы (83 тыс.)
    - кхынский язык (6 тыс.), йонг[англ.] (13 тыс.) и юанский язык (ланна, севернотайский, кхам-мыанг, 6 млн) на северо-западе Таиланда

  - Южнотайская подгруппа включает:
    - наиболее крупный (центрально-)тайский язык (св. 25 млн) с входящими в него коратским (400 тыс.) и южнотайским (пак-тхай, 5 млн) наречиями,
    - язык пхуан в центре Таиланда (97 тыс.)
    - «исанский язык», часть лао-исанского кластера («лаосский язык») на северо-востоке Таиланда (регион Исан, 16 млн)

  - Восточно-тайская подгруппа:
    - тхай-сонг (чёрно-тайский, язык чёрных тай, тай-дам 33 тыс.),
    - ньо (тай-йо, 50 тыс.)
    - пхутай (156 тыс.),

### Австроазиатская семья

#### Мон-кхмерская ветвь
- Аслийская группа:
  - северо-аслийская подгруппа (языки негрито): кенсиу (300 чел., вкл. диалект кинтак), тонга (300 чел.)

- Катуйская группа
  - западная подгруппа: бру (30 тыс.), куй[англ.] (300 тыс.), ньеу (200 чел.), со (58 тыс.)

- Кхмерская группа
  - северное наречие кхмерского языка — 1,2 млн чел. на юго-востоке страны

- Пеарская группа
  - язык чонг[англ.] (500 чел.)

- Монская группа
  - монский язык (118 тыс.) на границе с Мьянмой;
    - в том числе ньякурское наречие (10 тыс.) в провинциях Петчабун и Чаяпхум.

- Кхмуйская группа (кхму)
  - язык кхму (31 тыс.);
  - язык млабри (мрабри, 300 человек);
  - языки пхрай: мал, луа, пхай и прай (80 тыс.).

- Группа палаунг-ва
  - подгруппа ва: бланг (1,2 тыс.), западный и восточный лава (14 тыс.);
  - подгруппа ангку: мок (амок, всего 7 чел. в 1981 году);
  - подгруппа палаунг: деанг (палаунг) — 5 тыс.;
  - язык ламет (100 чел.).

- Вьетская группа
  - тхавынг (со, пхонсонг или ахеу) — 750 чел.

### Австронезийская семья

#### Западнозондская зона
- Мокленская ветвь: моклен (1,5 тыс.), мокен
- Малайско-чамская ветвь
  - Чамская группа: западночамский (4 тыс.)
  - Малайская группа:
    - пара-малайская подгруппа: урак-лавои (3 тыс.)
    - собственно малайская подгруппа (Local Malay): малайский (3,5 млн.), вкл. паттанийское и сатунское (кедах) наречия

### Сино-тибетская семья

#### Китайская подсемья
- южноминьский язык (св. 1 млн.)
- хакка (60 тыс.)
- юэ (30 тыс.)
- севернокитайский (6 тыс.), восточноминьский

#### Тибето-бирманская подсемья
- Каренская ветвь
  - Северная группа: язык пао
  - Восточная группа: восточный кая
  - Группа сго: сго
  - Группа пво[англ.] включает северный пво, западный пво и пхрэ-пво.

- Лоло-бирманская ветвь
  - лолойская группа (лоло):
    - центральная подгруппа: лаху (32 тыс.), лису (16 тыс.)
    - южная подгруппа: акха (60 тыс.), бису (1 тыс.), пхуной, мпи (900 чел.)

### Семьямяо-яо
- Ветвь мяо
  - язык зелёных мяо (монг-нджуа) — 35 тыс.
- Ветвь яо
  - язык яо (юмьен) — 40 тыс.

### Жестовые языки
- тайский жестовый язык
- чиангмайский жестовый язык
- банкхорский жестовый язык